# Wyrak
Wyrak (Tarsius) – rodzaj ssaków z rodziny wyrakowatych (Tarsiidae).

## Rozmieszczenie geograficzne
Rodzaj obejmuje gatunki występujące endemicznie na Celebes należącej do Indonezji.

## Morfologia
Długość ciała (bez ogona) 9,7–14 cm, długość ogona 20–31 cm; masa ciała samic 52–143 g, samców 48,1–150 g.

## Systematyka
Rodzaj zdefiniował w 1780 roku niemiecki lekarz, chemik i przyrodnik Gottlieb Conrad Christian Storr w książce swojego autorstwa poświęconej wstępnym badaniom nad ssakami. Gatunkiem typowym jest (oznaczenie monotypowe) wyrak upiorny (T. tarsier).

### Etymologia
- Tarsius: gr. ταρσος tarsos ‘stęp’[10].
- Macrotarsus: gr. μακρος makros ‘długi’; ταρσος tarsos ‘stęp’[11]. Gatunek typowy (oznaczenie monotypowe): Macrotarsus buffoni Link, 1795 (= Lemur tarsier Erxleben, 1777).
- Rabienus (Rubienus): autor opisu rodzaju nie wyjaśnił etymologii[12]. Gatunek typowy (oznaczenie monotypowe): Tarsius spectrum Pallas, 1778 (= Lemur tarsier Erxleben, 1777).

### Podział systematyczny
Do rodzaju należą następujące gatunki:
| Grafika | Gatunek                  | Autor i rok opisu                                                                      | Nazwa zwyczajowa    | Podgatunki         | Rozmieszczenie geograficzne | Podstawowe wymiary                              | Status IUCN |
| ------- | ------------------------ | -------------------------------------------------------------------------------------- | ------------------- | ------------------ | --- | ----------------------------------------------- | ----------- |
|         | Tarsius dentatus         | G.S. Miller & Hollister, 1921                                                          | wyrak sulaweski     | gatunek monotypowy | wschodnio-środkowy Celebes do półwyspowej części na wschodzie, na północ do przesmyku Palu, południowe granice zasięgu nieznane; zakres wysokości: 1000–1500 m n.p.m.   | DC: około 11,8 cm DO: 25–27 cm MC: 95–135 g     | VU          |
|         | Tarsius pumilus          | G.S. Miller & Hollister, 1921                                                          | wyrak karłowaty     | gatunek monotypowy | środkowy i południowy Celebes, rozproszony na szczytach gór Rano Rano i Gunung Latimojong; zakres wysokości: 1800–2200 m n.p.m.                                         | DC: około 9,7 cm DO: 20–21 cm MC: 48–57 g       | EN          |
|         | Tarsius lariang          | Merker & Groves, 2006                                                                  | wyrak skoczny       | gatunek monotypowy | zachodnio-środkowy Celebes w dorzeczu rzeki Lariang w pobliżu ujścia do rzeki Meweh, na północ do Gimpu; granice zasięgu niejasne; zakres wysokości: 1100–1500 m n.p.m. | DC: 11,8–12,1 cm DO: 24–25 cm MC: 102–118 g     | DD          |
|         | Tarsius niemitzi         | Shekelle, Groves, Maryanto, Mittermeier, Salim & Springer, 2019                        |                     | gatunek monotypowy | Wyspy Togian u wybrzeży wschodniej, półwyspowej części Celebesu | DC: brak danych DO: 24,5–26,1 cm MC: 104–138 g  | EN          |
|         | Tarsius pelengensis      | Sody, 1949                                                                             | wyrak wyspowy       | gatunek monotypowy | Wyspy Banggai (wyspa Peleng, być może pozostałe) u wybrzeży wschodniej, półwyspowej części Celebesu; zakres wysokości: do 520 m n.p.m.                                  | DC: 12–14 cm DO: 25–27 cm MC: brak danych       | EN          |
|         | Tarsius sangirensis      | A.B. Meyer, 1897                                                                       | wyrak archipelagowy | gatunek monotypowy | archipelag Wyspy Sangihe (wyspa Sangir Besar, być może pozostałe), u wybrzeży północnego Celebesu                                                                       | DC: około 15 cm DO: 30–31 cm MC: 143–150 g      | EN          |
|         | Tarsius tumpara          | Shekelle, Groves, Merker & Supriatna, 2008                                             | wyrak wulkaniczny   | gatunek monotypowy | archipelag Sangihe (wyspa Siau, być może na bardzo małych pobliskich wyspach), u wybrzeży północnego Celebesu                                                           | DC: około 15 cm DO: około 26 cm MC: około 104 g | CR          |
|         | Tarsius tarsier          | (Erxleben, 1777)                                                                       | wyrak upiorny       | gatunek monotypowy | wyspa Selayar u wybrzeży południowo-zachodniej półwyspowej części Celebesu; zakres wysokości: 0–1100 m n.p.m.                                                           | DC: 12–14 cm DO: 23–26 cm MC: 98–103 g          | VU          |
|         | Tarsius fuscus           | G. Fischer, 1804                                                                       |                     | gatunek monotypowy | południowo-zachodnia półwyspowa część Celebesu, prawdopodobnie na południe od depresji jeziora Danau Tempe; zakres wysokości: do około 1500 m n.p.m.                    | DC: 12,4–12,8 cm DO: 24–26 cm MC: 113–133 g     | VU          |
|         | Tarsius wallacei         | Merker, Driller, Dahruddin, Wirdateti, Sinaga, Perwitasari-Farajallah & Shekelle, 2010 | wyrak nizinny       | gatunek monotypowy | północno-zachodni Celebes (nieciągle w prowincji Celebes Środkowy) | DC: 11,3–12,4 cm DO: 24–27 cm MC: 84–124 g      | VU          |
|         | Tarsius spectrumgurskyae | Shekelle, Groves, Maryanto & Mittermeier, 2017                                         |                     | gatunek monotypowy | wschodnia część północno-wschodniej półwyspowej części Celebesu od Tangkoko na północy do Suwawy na zachodzie (na zachód od Parku Narodowego Bogani Nani Wartabone)     | DC: brak danych DO: 21,3–26,8 cm MC: 95–126 g   | VU          |
|         | Tarsius supriatnai       | Shekelle, Groves, Maryanto & Mittermeier, 2017                                         |                     | gatunek monotypowy | północno-zachodnia półwyspowa część Celebesu od przesmyku Gorontalo na zachód co najmniej do Sejoli, prawdopodobnie do Ogatemuku                                        | DC: brak danych DO: 23,2–24,6 cm MC: 104–135 g  | VU          |

Kategorie IUCN:  VU  – gatunek narażony,  EN  – gatunek zagrożony,  CR  – gatunek krytycznie zagrożony,  DD  – gatunki o nieokreślonym stopniu zagrożenia.